# Альянс Армения
Альянс Армения — блок, состоящий из двух партий, Дашнакцутюн и «Возрождённая Армения». Альянс был создан 9 мая 2021 года перед предстоящими внеочередными выборами в парламент Армении. Это союз политических партий, организаций и отдельных лиц.
Блок возглавляет второй президент Армении Роберт Кочарян, предвыборный штаб возглавляет Геворгян Армен, официальный представитель центрального предвыборного штаба — Арам Вардеванян.

## История
Во время протестов 2020–2021 годов в Армении экс-президент Армении Роберт Кочарян поддержал Движение по спасению Родины - политический альянс, призывающий к отставке премьер-министра Армении Никола Пашиняна. Позже Кочарян объявил, что вернется в политику с основанием нового политического альянса. Альянс Армения провел свою церемонию основания в Ереване 9 мая 2021 года и в его состав вошли Дашнакцутюн и партия «Возрождённая Армения».
Альянс подтвердил, что примет участие в досрочных парламентских выборах 2021 года в Армении. Партия «Единая Армения» объявила о выдвижении единого кандидата для участия в выборах в рамках Альянса «Армения».
По итогам выборов альянс набрал 21,1% голосов избирателей, получив 29 мест в Национальном собрании и стал официальной парламентской оппозицией. Возглавлявший избирательный список альянса Роберт Кочарян отказался занять место в Национальном собрании. Сейран Оганян был избран руководителем альянса в парламенте.

## Идеология
Альянс стремится развивать национально-государственные интересы, проводить внешнюю политику, направленную на защиту и безопасность Армении, а также остановить социально-экономический спад. Альянс поддерживает стремление к высокому уровню развития, предотвращение новой волны массовой эмиграции и создание необходимых основ для прочного мира в регионе Закавказья.
Альянс также поддерживает сохранение территориальной целостности и самоопределения Арцаха, защиту границ Армении, борьбу с коррупцией, повышение качества общественной жизни и поддержку деятельности Армянской апостольской церкви.
Альянс поддерживает запрет или строгое ограничение деятельности в Армении неправительственных и гуманитарных организаций, получающих финансирование из-за рубежа.

## Мероприятия
9 мая 2021 года, после создания альянса, Роберт Кочарян возглавил митинг на площади Свободы в Ереване. Во время митинга Кочарян обратился к своим сторонникам.

## Заметки
1. ↑  Политический Альянс «Армения» | Political Alliance "Armenia". Дата обращения: 29 мая 2022. Архивировано 31 марта 2022 года.
2. ↑  ՀԱՅԱՍՏԱՆ ՔԱՂԱՔԱԿԱՆ ԴԱՇԻՆՔ (арм.). Հայաստան դաշինք. Дата обращения: 9 мая 2021. Архивировано 9 мая 2021 года.
3. ↑  «Հայաստան» դաշինք. Քոչարյանը ներկայացրեց, թե ինչու է ընտրություններին մասնակցում ՀՅԴ-ի և «Վերածնվող Հայաստան»-ի հետ (арм.). armenpress.am. Дата обращения: 9 мая 2021. Архивировано 9 мая 2021 года.
4. ↑  «Հայաստան» դաշինքի նախընտրական շտաբը կղեկավարի Արմեն Գևորգյանը | RK Party (арм.). դաշինք.հայ. Дата обращения: 19 мая 2021. Архивировано 19 мая 2021 года.
5. ↑  «Հայաստան» դաշինքի նախընտրական կենտրոնական շտաբի պաշտոնական ներկայացուցիչ Արամ Վարդևանյանի հայտարարությունը | RK Party (арм.). դաշինք.հայ. Дата обращения: 19 мая 2021. Архивировано 19 мая 2021 года.
6. ↑  Ռոբերտ Քոչարյանի ելույթը «Հայաստան» դաշինքի անդրանիկ հանդիպմանը (арм.). CIVILNET (9 мая 2021). Дата обращения: 7 января 2022. Архивировано 6 июня 2021 года.
7. ↑  Ընտրություններին կմասնակցեմ դաշինքով, հավանաբար, 2 կուսակցություն կլինի․ Քոչարյան (арм.). CivilNet (5 апреля 2021). Дата обращения: 7 января 2022. Архивировано 5 июня 2021 года.
8. ↑  Ռոբերտ Քոչարյանի և «Վերածնվող Հայաստան» կուսակցության հետ հանդես կգանք դաշինքով (арм.). Republica.am. Дата обращения: 7 января 2022. Архивировано 5 июня 2021 года.
9. ↑  "Վերածնվող Հայաստան» և ՀՅԴ դաշինքը կգլխավորի Ռոբերտ Քոչարյանը - 5-րդ ալիք" (арм.). 5tv.am.. Дата обращения: 7 января 2022. Архивировано 5 июня 2021 года.
10. ↑  "Քոչարյանը կգլխավորի ՀՅԴ և "Վերածնվող Հայաստան" կուսակցություններից կազմված դաշինքը | Ֆակտոր տեղեկատվական կենտրոն" (арм.). Дата обращения: 7 января 2022. Архивировано 5 июня 2021 года.
11. ↑  Արթուր Ղազինյան. Շարժումն ուներ նվազագույն շեմ եւ ուներ առավելագույն շեմ։ Նվազագույն շեմին մենք կարողացանք հասնել. «Հրապարակ»  Ամբողջական հոդվածը կարող եք կարդալ այս հասցեով՝ (арм.). Aravot.am (26 марта 2021). Дата обращения: 7 января 2022. Архивировано 26 марта 2021 года.
12. ↑  Ani Mejlumyan. Kocharyan won’t join Armenian parliament (англ.). Eurasianet.org (20 июля 2021). Дата обращения: 7 января 2022. Архивировано 15 декабря 2021 года.
13. ↑  Seyran Ohanyan elected head of ‘’Armenia’’ Alliance faction, Artsvik Minasyan – secretary of the faction (англ.). Armenpress.am (22 июля 2021). Дата обращения: 7 января 2022. Архивировано 7 января 2022 года.
14. ↑  Համագործակցութեան Հռչակագիր «Հայաստան» Քաղաքական Դաշինք (арм.). HorizonWeekly.ca (10 мая 2021). Дата обращения: 7 января 2022. Архивировано 5 июня 2021 года.
15. ↑  Համագործակցութեան Հռչակագիր «Հայաստան» Քաղաքական Դաշինք (арм.). HorizonWeekly.ca. Дата обращения: 7 января 2022. Архивировано 5 июня 2021 года.
16. ↑  Vanetsyan and Kocharyan against foreign-funded NGOs (арм.). Iravaban.net. Дата обращения: 7 января 2022. Архивировано 18 июня 2021 года.
17. ↑  «Շնորհակալություն, ձեր ցավը տանեմ». Քոչարյանը եզրափակեց հանրահավաքը «Հայաստան» վանկարկումներով (арм.). Bavnews․am (9 мая 2021). Дата обращения: 7 января 2022. Архивировано 5 июня 2021 года.
18. ↑  Sevak. Ռոբերտ Քոչարյանը, ՀՅԴ-ն և «Վերածնվող Հայաստանը» մայիսի 9-ին հրավիրում են Ազատության հրապարակ (арм.). Yerevan.Today (6 мая 2021). Дата обращения: 7 января 2022. Архивировано 5 июня 2021 года.

## Внешние ссылки
- Официальный веб-сайт